# Тимска класификација на Ђиро д’Италији
Тимска класификација на Ђиро д’Италији, једна је од другостепених класификација на етапној бициклистичкој трци, једној од три гранд тур трке — Ђиро д’Италији. Класификација се одржава од првог Ђира 1909. Године 1912, тимска класификација је уједно била и класификација за генерални пласман, јер није било индивидуалне класификације. Тимовима је било дозвољено да имају само по четири возача, а поени су се додељивали на основу позиције на етапама, поени четири возача су се сабирали и тим са најмање поена је био лидер трке. Трку је стартовало 14 тимова, а победио је тим Атала, који је водио од почетка до краја. Луиђи Гана је био једини возач Атале који није завршио трку.
Класификација се рачуна тако што се на крају сваке етапе сабирају времена прве тројице из сваког тима и водећи тим је тим са најмањим временом. Класификација се просто звала тимска класификација до 1994. када су организатори променили назив у Трофеј брзи тим.
1993. покренута је и друга класификација за тимове, тимска класификација по поенима, а назив је промењен 1994. у Трофеј супер тим. Класификација се рачунала тако што су првих 20 возача на свакој етапи добијалу поене: првопласирани 20, другопласирани 19 и тако до позиције 20, која је носила један поен. Класификација се последњи пут нашла на Ђиру 2017, након чега је укинута.

## Победници
- 2025.  УАЕ тим емирејтс ХРГ
- 2024.  Декатлон АГ2Р ла мондијал
- 2023.  Бахреин—викторијус
- 2022.  Бахреин—викторијус
- 2021.  Инеос гренадирс
- 2020.  Инеос гренадирс
- 2019.  Мовистар
- 2018.  Скај
- 2017.  Мовистар
- 2016.  Астана
- 2015.  Астана
- 2014.  АГ2Р ла Мондијал
- 2013.  Скај
- 2012.  Лампре—ИСД
- 2011.  Астана
- 2010.  Ликвигас—дојмо
- 2009.  Астана
- 2008.  ЦСФ груп—навигаре
- 2007.  Саунијер дувал—продир
- 2006.  Фонак
- 2005.  Ликвигас—бјанки
- 2004.  Саеко
- 2003.  Лампре
- 2002.  Алесио
- 2001.  Алесио
- 2000.  Мапеј—Квик-степ
- 1999.  Виталисио сегурос
- 1998.  Мапеј—брикоби
- 1997.  Келме—коста бланка
- 1996.  Карера—џинс—тасони
- 1995.  Ђевис—балан
- 1994.  Карера—џинс—тасони
- 1993.  Лампре—полти
- 1992.  ГБ—МГ маљифисио
- 1991.  Карера—џинс—тасони
- 1990.  Онце
- 1989.  Фагор—МБК
- 1988.  Карера—џинс—вагабонд
- 1987.  Панасоник—исостар
- 1986.  Супермеркати—брианцоли
- 1985.  Алпилате—кјере
- 1984.  Рено—елф
- 1983.  Хемеас кусин
- 1982.  Бјанки—пјађо
- 1981.  Бјанки—пјађо
- 1980.  Бјанки—пјађо
- 1979.  Сансон—луксор
- 1978.  Бјанки—фаема
- 1977.  Фландрија
- 1976.  Бруклин
- 1975.  Бруклин
- 1974.  Кас—каскол
- 1973.  Молтени
- 1972.  Молтени
- 1971.  Молтени
- 1970.  Фаемино—фаема
- 1969.  Молтени
- 1968.  Фаема[н 1]
- 1967.  Кас—каскол
- 1966.  Молтени
- 1965.  Салварани
- 1964.  Сен Рафаел
- 1963.  Карпано
- 1962.  Фаема
- 1961.  Фаема
- 1960.  Ињис
- 1959.  Атала—пирели—лиђи
- 1958.  Карпано
- 1957.  Лењано
- 1956.  Атала
- 1955.  Атала
- 1954.  Ђирарденго—елдорадо
- 1953.  Гана—урсус
- 1952.  Бјанки—пирели
- 1951.  Тауреа
- 1950.  Фрејус—суперга
- 1949.  Вилер Тријестина
- 1948.  Вилер Тријестина
- 1947.  Велтер
- 1946.  Лењано—пирели
- 1941—1945. Други светски рат
- 1940.  Глорија
- 1939.  Фрејус
- 1938.  Глорија—амброзијана
- 1937.  Фрејус
- 1936.  Лењано—волсит
- 1935.  Фрејус
- 1934.  Глорија
- 1933.  Лењано—клемент
- 1932.  Лењано—иткинсон
- 1931.  Лењано—иткинсон
- 1930.  Бјанки—пирели
- 1929.  Лењано—торпедо
- 1928.  Лењано—торпедо
- 1927.  Лењано—пирели
- 1926.  Лењано—пирели
- 1925.  Лењано—пирели
- 1924.  Нема податка
- 1923.  Лењано—пирели
- 1922.  Лењано—пирели
- 1921.  Бјанки—пирели
- 1920.  Бјанки—пирели
- 1919.  Стуки—данлоп
- 1915—1918. Први светски рат
- 1914.  Стуки—данлоп
- 1913.  Маино
- 1912.  Атала—данлоп
- 1911.  Бјанки
- 1910.  Атала континентал
- 1909.  Атала—данлоп

### По државама
| Позиција | Држава                    | Број тимова који су победили | Број победа |
| -------- | ------------------------- | ---------------------------- | ----------- |
| 1.       | Италија                   | 27                           | 73          |
| 2.       | Шпанија                   | 6                            | 8           |
| 3.       | Белгија                   | 5                            | 7           |
| 4.       | Француска                 | 4                            | 5           |
| 5.       | Казахстан                 | 1                            | 4           |
| 5.       | Уједињено Краљевство      | 1                            | 4           |
| 7.       | Бахреин                   | 1                            | 2           |
| 8.       | Швајцарска                | 1                            | 1           |
| 8.       | Република Ирска           | 1                            | 1           |
| 8.       | Холандија                 | 1                            | 1           |
| 8.       | Уједињени Арапски Емирати | 1                            | 1           |